# USS Burrows (DD-29)
USS Burrows (DD-29) – amerykański niszczyciel typu Paulding. Jego patronem był William Ward Burrows II. Po I wojnie światowej służył także w United States Coast Guard z oznaczeniem CG-10.
Zwodowano go 23 czerwca 1910 w stoczni New York Shipbuilding Company (Camden (New Jersey)), matką chrzestną była Lorna Dorthea Burrows, krewna patrona okrętu. Jednostka weszła do służby w US Navy 21 lutego 1911, jej pierwszym dowódcą był Lieutenant Junius F. Hellweg.
Okręt był w służbie w czasie I wojny światowej. Działał jako jednostka eskortowa na wodach amerykańskich i europejskich.
"Burrows" dotarł do Filadelfii 2 stycznia 1919. Operował wzdłuż Wschodniego Wybrzeża USA przez kilka miesięcy, w czerwcu dotarł do Philadelphia Naval Shipyard. Został wycofany ze służby 12 grudnia 1919.

## United States Coast Guard
W czerwcu 1924 okręt został przekazany Departamentowi Skarbu do użycia przez Straż Wybrzeża. Bazował w New London (Connecticut) i brał udział w patrolach rumowych.
Wrócił do US Navy 2 maja 1931. Sprzedany na złom 22 sierpnia 1934, zgodnie z ustaleniami traktatu londyńskiego. 